# Kinkjärvi
Kinkjärvi är en sjö i Finland. Den ligger i kommunen S:t Michel i landskapet Södra Savolax, i den södra delen av landet, 180 km nordost om huvudstaden Helsingfors. Kinkjärvi ligger 83,1 meter över havet. Den är 20 meter djup. Arean är 2,06 kvadratkilometer och strandlinjen är 19,34 kilometer lång. Sjön  ingår i Vuoksens huvudavrinningsområde.   I omgivningarna runt Kinkjärvi växer i huvudsak barrskog.
I övrigt finns följande i Kinkjärvi:
- Surmasaari (en ö)
- Suursaari (en ö)